# Smiljan
Smiljan là một ngôi làng ở vùng núi Lika thuộc Croatia. Làng này nằm cách Gospić 6 km về phía tây bắc và cách đường cao tốc Zagreb-Split 15 km; dân số năm 2011 là 418 người. Làng Smiljan được biết đến nhờ là nơi sinh ra của nhà phát minh Nikola Tesla.
Làng gồm 18 khu dân cư rải rác. Dấu vết định cư cổ nhất của con người có từ Thời đại đồ đồng giữa và muộn.